# Axiniphyllum
Axiniphyllum là một chi thực vật có hoa trong họ Cúc (Asteraceae).

## Loài
Chi Axiniphyllum gồm các loài: